# Пасленка
Пасленка (пољ. Pasłęka) је река у Пољској. Дуга је 169 km. Улива се у Балтичко море. 